# Death Certificate
Death Certificate is het tweede soloalbum van Ice Cube. Het was een van zijn meest politieke albums. De titel refereert aan het nummer 13 van het album (I Wanna Kill Sam), op de cover is een lijk te zien met een kaartje Uncle Sam eraan. Het album zat vol met protesten van het bendegeweld (Color Blind, Us) en armoede (A Bird in the Hand). Het album was opgedeeld in een Death Side (track 1 t/m 11) en een Life Side (track 12 t/m 20). Ice Cube zegt aan het begin van het album:
Niggaz are in the state of emergency,
The Death Side, a mirrored image of where we are today,
The Life side, a vison of where we need to go
So sign your death certificate.
De 2003 re-release geeft "How to Survive in South Central" van de Boyz n the Hood-soundtrack als bonustrack.

## No Vaseline
Het waren echter niet de politiek en sociale nummers die Ice Cube in de controversie brachten. Hij refereerde op No Vaseline als Jew naar N.W.A's manager, Jerry Heller. Vlak voor Death Certificate was N.W.A (Ice Cubes oude groep, dan zonder Ice Cube uiteraard) met het album Efil4zaggin gekomen waarop ze Ice Cube als Benedict Arnold (Amerikaanse verrader) neer probeerde te zetten. Hierop reageerde Cube met het nummer "No Vaseline", wat als een van de hardste diss-tracks ooit wordt gezien. De zin "But you can't be the nigga 4 life crew, with a white Jew telling you what tot do" bracht hem in de controversie. De media ging niet in op zijn nummers over armoede en geweld, maar probeerde hem vanwege deze zin als antisemitisch neer te zetten. Zonder iets van zijn woorden te verdedigen riepen de N.W.A-leden (dan zonder Ice Cube) op hun Efil4zaggin-album vrijwel iedere minuut dat ze de "niggaz 4 life" waren en merkte Ice Cube dus gewoon de vreemde combinatie met een blanke, joodse manager op. Waar Ice Cube duidelijk de politieke, sociaal bewuste richting uitging, ging N.W.A onder leiding van Eazy-E duidelijk die van het puur choqueren uit. Nummers van dat album als "I'd Rather Fuck You" en "One Less Bitch I Gotta Worry About" zeggen genoeg over wat voor groep N.W.A was geworden zonder Ice Cube. Met No Vaseline reageerde Ice Cube hier hard op. Hij zei dat N.W.A uit het oog was verloren waar rap over ging.

## Tracklist
| Nummer | Titel                           | Artiest                                                               | Duur | Producer                      |
| ------ | ------------------------------- | --------------------------------------------------------------------- | ---- | ----------------------------- |
| 1      | The Funeral                     |                                                                       | 1:37 | Sir Jinx                      |
| 2      | The Wrong Nigga to Fuck Wit     | Ice Cube                                                              | 2;48 | Ice Cube, Sir Jinx            |
| 3      | My Summer Vacation              | Ice Cube                                                              | 3:56 | Boogiemen, Ice Cube           |
| 4      | Steady Mobbin'                  | Ice Cube                                                              | 4:10 | Boogiemen, Ice Cube           |
| 5      | Robin Lench                     |                                                                       | 1:13 | Boogiemen, Sir Jinx           |
| 6      | Givin' Up the Nappy Dug Out     | Ice Cube                                                              | 4:15 | Boogiemen, Ice Cube           |
| 7      | Look Who's Burnin'              | Ice Cube                                                              | 3:53 | Boogiemen, Ice Cube, Sir Jinx |
| 8      | A Bird in the Hand              | Ice Cube                                                              | 2:17 | Boogiemen, Ice Cube           |
| 9      | Man's Best Friend               | Ice Cube                                                              | 2:06 | Boogiemen, Ice Cube           |
| 10     | Alive on Arrival                | Ice Cube                                                              | 3:11 | Boogiemen, Ice Cube           |
| 11     | Death                           | Khalid Abdul Muhammad                                                 | 1:03 | Ice Cube, Sir Jinx            |
| 12     | The Birth                       | Khalid Abdul Muhammad                                                 | 1:21 | Ice Cube, Sir Jinx            |
| 13     | I Wanna Kill Sam                | Ice Cube                                                              | 3:22 | Ice Cube, Sir Jinx            |
| 14     | Horny Lil' Devil                | Ice Cube                                                              | 3:42 | Boogiemen, Ice Cube           |
| 15     | Black Korea                     | Ice Cube                                                              | 0:46 | Ice Cube, Sir Jinx            |
| 16     | True to the Game                | Ice Cube                                                              | 4:10 | Ice Cube, Sir Jinx            |
| 17     | Color Blind                     | Deadly Threat, Ice Cube, J-Dee, Kam, King Tee, WC and the Maad Circle | 4:29 | Ice Cube, Sir Jinx            |
| 18     | Doing Dumb Shit                 | Ice Cube                                                              | 3:45 | Boogiemen, Ice Cube           |
| 19     | Us                              | Ice Cube                                                              | 3:43 | Ice Cube, Sir Jinx            |
| 20     | No Vaseline                     | Ice Cube                                                              | 5:15 | Ice Cube, Sir Jinx            |
|        | 2003 Re-Release Bonus Track:    |                                                                       |      |                               |
| 21     | How to Survive in South Central | Ice Cube                                                              | 3:40 | Sir Jinx                      |